# Calociasma laius
Calociasma laius is een vlindersoort uit de familie van de prachtvlinders (Riodinidae), onderfamilie Riodininae.
Calociasma laius werd in 1886 beschreven door Godman & Salvin.